# Vatovavy-Fitovinany
Vatovavy-Fitovinany er en region i Madagaskar beliggende i den tidligere provins Fianarantsoa ud til det Indiske Ocean. Regionshovedstaden er byen Manakara
Regionen ligger langs den sydlige del af østkysten af Madagaskar, og grænser til regionerne Atsinanana mod nord, Amoron'i Mania og Haute Matsiatra mod vest og Atsimo-Atsinanana mod syd.
Regionen er inddelt i seks distrikter:
- Ifanadiana
- Ikongo
- Manakara
- Mananjary
- Nosy Varika
- Vohipeno

## Eksterne kilder og henvisninger
1. ↑  Profile des marchés pour les évaluations d’urgence de la sécurité alimentaire p. 27, Eliane Ralison og Frans Goossens 2006 hentet 5. maj 2009

22°08′42″S 47°50′00″Ø / 22.14500°S 47.83333°Ø